# Александар Зверев
Александар „Саша” Зверев (Хамбург, 20. април 1997) немачки је  тенисер руског порекла.
Најбољи пласман на АТП ранг листи му је друго место. У досадашњој каријери је освојио 20 титула, укључујући два завршна турнира сезоне и пет турнира из Мастерс 1000 серије. У конкуренцији парова је освојио два турнира заједно са братом Мишом Зверевим.

## Каријера
Током јуниорске каријере, освојио је Аустралијан опен 2014. године, најбољи пласман на ИТФ јуниорској листи му је прво место.
На АТП листи листи је остварио најбољи пласман 13. јуна 2022. када је био други тенисер света. За немачку Дејвис куп репрезентацију дебитовао је у марту 2016. године, у мечу Светске групе против Чешке, а поражен је у пет сетова против Томаша Бердиха. У другом мечу сингла лагано га је у три сета победио Лукаш Росол.
Први АТП турнир у каријери је освојио 25. септембра 2016. године, када је у финалу Санкт Петербурга победио Стена Вавринку са 2:1. Тако је постао најмлађи победник неког АТП турнира још од 2008. У фебруару 2017. тријумфовао је на турниру у Монпељеу у обе конкуренције. У синглу је победио Ришара Гаскеа у мечу за титулу а у дублу је у пару са братом Мишом савладана француско-канадска комбинација Мартин/Нестор. Трећу титулу у каријери (другу у 2017. години) осваја на турниру у Минхену савладавши у финалу Аргентинца Пељу у два сета.
У октобру 2016. је постао најмлађи играч на АТП листи који је ушао у ТОП 20, још од Новака Ђоковића који је то остварио 2006. године.
Први мастерс у каријери је освојио 2017. године у Риму, победивши Новака Ђоковића у финалу турнира. Тако је постао најмлађи освајач једног мастерса још од 2007. када је управо 19-годишњи Ђоковић тријумфовао у Мајамију. Овим успехом пробио се међу десет најбољих тенисера на АТП листи.
Други турнир из мастерс серије освојио је у Монтреалу 2017. године, победом у финалу против Роџера Федерера.

## Приватни живот
Његов отац, Александар Зверев, је бивши професионални тенисер из Русије који се такмичио за Совјетски Савез. Године 1991, он и његова жена су се преселили у Немачку. Старији брат Зверева, Миша, је такође професионални тенисер. У слободно време воли да игра голф и кошарку. Себе је описао као страственог љубитеља кошарке, навија за НБА тим Мајами хит. Зверев има ћерку коју је добио 2021. са бившом девојком Брендом Патеом. Упознао је јавност са тим да болује од дијабетеса типа 1.

## Гренд слем финала

### Појединачно: 2 (0:2)
| Исход     | Бр. | Година | Турнир                 | Подлога | Противник      | Резултат                     |
| --------- | --- | ------ | ---------------------- | ------- | -------------- | ---------------------------- |
| Финалиста | 1.  | 2020.  | Отворено првенство САД | Тврда   | Доминик Тим    | 6:2, 6:4, 4:6, 3:6, 6:7(6:8) |
| Финалиста | 2.  | 2024.  | Ролан Гарос            | Шљака   | Карлос Алкараз | 3:6, 6:2, 7:5, 1:6, 2:6      |

## Финала завршног првенства сезоне

### Појединачно: 2 (2:0)
| Исход    | Бр. | Година | Турнир | Подлога   | Противник      | Резултат |
| -------- | --- | ------ | ------ | --------- | -------------- | -------- |
| Победник | 1.  | 2018.  | Лондон | Тврда (д) | Новак Ђоковић  | 6:4, 6:3 |
| Победник | 2.  | 2021.  | Торино | Тврда (д) | Данил Медведев | 6:4, 6:4 |

## Финала АТП мастерс 1000 серије

### Појединачно: 10 (5:5)
| Исход     | Бр. | Година | Турнир     | Подлога   | Противник      | Резултат            |
| --------- | --- | ------ | ---------- | --------- | -------------- | ------------------- |
| Победник  | 1.  | 2017.  | Рим        | Шљака     | Новак Ђоковић  | 6:4, 6:3            |
| Победник  | 2.  | 2017.  | Монтреал   | Тврда     | Роџер Федерер  | 6:3, 6:4            |
| Финалиста | 1.  | 2018.  | Мајами     | Тврда     | Џон Изнер      | 7:6(7:4), 4:6, 4:6  |
| Победник  | 3.  | 2018.  | Мадрид     | Шљака     | Доминик Тим    | 6:4, 6:4            |
| Финалиста | 2.  | 2018.  | Рим        | Шљака     | Рафаел Надал   | 1:6, 6:1, 3:6       |
| Финалиста | 3.  | 2019.  | Шангај     | Тврда     | Данил Медведев | 4:6, 1:6            |
| Финалиста | 4.  | 2020.  | Париз      | Тврда (д) | Данил Медведев | 7:5, 4:6, 1:6       |
| Победник  | 4.  | 2021.  | Мадрид (2) | Шљака     | Матео Беретини | 6:7(8:10), 6:4, 6:3 |
| Победник  | 5.  | 2021.  | Синсинати  | Тврда     | Андреј Рубљов  | 6:2, 6:3            |
| Финалиста | 5.  | 2022.  | Мадрид     | Шљака     | Карлос Алкараз | 3:6, 1:6            |

## Мечеви за олимпијске медаље

### Појединачно: 1 (1:0)
| Исход | Година | Турнир                   | Подлога | Противник     | Резултат |
| ----- | ------ | ------------------------ | ------- | ------------- | -------- |
| Злато | 2020.  | Олимпијске игре у Токију | Тврда   | Карен Хачанов | 6:3, 6:1 |

## АТП финала

### Појединачно: 31 (20:11)
| Легенда                        |
| ------------------------------ |
| Гренд слем турнири (0:1)       |
| Завршно првенство сезоне (2:0) |
| АТП мастерс 1000 (5:5)         |
| Олимпијске игре (1:0)          |
| АТП 500 (5:3)                  |
| АТП 250 (7:2)                  |

| Финала по подлози |
| ----------------- |
| Тврда (13:6)      |
| Шљака (7:3)       |
| Трава (0:2)       |

| Финала по локацији |
| ------------------ |
| Отворено (13:9)    |
| Дворана (7:2)      |

| Исход     | Бр. | Датум               | Турнир                  | Подлога   | Противник           | Резултат                     |
| --------- | --- | ------------------- | ----------------------- | --------- | ------------------- | ---------------------------- |
| Финалиста | 1.  | 21. мај 2016.       | Ница, Француска         | Шљака     | Доминик Тим         | 4:6, 6:3, 0:6                |
| Финалиста | 2.  | 19. јун 2016.       | Хале, Немачка           | Трава     | Флоријан Мајер      | 2:6, 7:5, 3:6                |
| Победник  | 1.  | 25. септембар 2016. | Санкт Петербург, Русија | Тврда (д) | Станислас Вавринка  | 6:2, 3:6, 7:5                |
| Победник  | 2.  | 12. фебруар 2017.   | Монпеље, Француска      | Тврда (д) | Ришар Гаске         | 7:6(7:4), 6:3                |
| Победник  | 3.  | 7. мај 2017.        | Минхен, Немачка         | Шљака     | Гидо Пеља           | 6:4, 6:3                     |
| Победник  | 4.  | 21. мај 2017.       | Рим, Италија            | Шљака     | Новак Ђоковић       | 6:4, 6:3                     |
| Финалиста | 3.  | 25. јун 2017.       | Хале, Немачка (2)       | Трава     | Роџер Федерер       | 1:6, 3:6                     |
| Победник  | 5.  | 6. август 2017.     | Вашингтон, САД          | Тврда     | Кевин Андерсон      | 6:4, 6:4                     |
| Победник  | 6.  | 13. август 2017.    | Монтреал, Канада        | Тврда     | Роџер Федерер       | 6:3, 6:4                     |
| Финалиста | 4.  | 1. април 2018.      | Мајами, САД             | Тврда     | Џон Изнер           | 7:6(7:4), 4:6, 4:6           |
| Победник  | 7.  | 6. мај 2018.        | Минхен, Немачка (2)     | Шљака     | Филип Колшрајбер    | 6:3, 6:3                     |
| Победник  | 8.  | 13. мај 2018.       | Мадрид, Шпанија         | Шљака     | Доминик Тим         | 6:4, 6:4                     |
| Финалиста | 5.  | 20. мај 2018.       | Рим, Италија            | Шљака     | Рафаел Надал        | 1:6, 6:1, 3:6                |
| Победник  | 9.  | 5. август 2018.     | Вашингтон, САД (2)      | Тврда     | Алекс де Минор      | 6:2, 6:4                     |
| Победник  | 10. | 18. новембар 2018.  | Лондон, В. Британија    | Тврда (д) | Новак Ђоковић       | 6:4, 6:3                     |
| Финалиста | 6.  | 3. март 2019.       | Акапулко, Мексико       | Тврда     | Ник Кириос          | 3:6, 4:6                     |
| Победник  | 11. | 25. мај 2019.       | Женева, Швајцарска      | Шљака     | Николас Ђари        | 6:3, 3:6, 7:6(10:8)          |
| Финалиста | 7.  | 13. октобар 2019.   | Шангај, Кина            | Тврда     | Данил Медведев      | 4:6, 1:6                     |
| Финалиста | 8.  | 13. септембар 2020. | Њујорк, САД             | Тврда     | Доминик Тим         | 6:2, 6:4, 4:6, 3:6, 6:7(6:8) |
| Победник  | 12. | 18. октобар 2020.   | Келн 1, Немачка         | Тврда (д) | Феликс Оже-Алијасим | 6:3, 6:3                     |
| Победник  | 13. | 25. октобар 2020.   | Келн 2, Немачка         | Тврда (д) | Дијего Шварцман     | 6:2, 6:1                     |
| Финалиста | 9.  | 8. новембар 2020.   | Париз, Француска        | Тврда (д) | Данил Медведев      | 7:5, 4:6, 1:6                |
| Победник  | 14. | 21. март 2021.      | Акапулко, Мексико       | Тврда     | Стефанос Циципас    | 6:4, 7:6(7:3)                |
| Победник  | 15. | 9. мај 2021.        | Мадрид, Шпанија (2)     | Шљака     | Матео Беретини      | 6:7(8:10), 6:4, 6:3          |
| Победник  | 16. | 1. август 2021.     | Токио, Јапан            | Тврда     | Карен Хачанов       | 6:3, 6:1                     |
| Победник  | 17. | 22. август 2021.    | Синсинати, САД          | Тврда     | Андреј Рубљов       | 6:2, 6:3                     |
| Победник  | 18. | 31. октобар 2021.   | Беч, Аустрија           | Тврда (д) | Франсис Тијафо      | 7:5, 6:4                     |
| Победник  | 19. | 21. новембар 2021.  | Торино, Италија         | Тврда (д) | Данил Медведев      | 6:4, 6:4                     |
| Финалиста | 10. | 6. фебруар 2022.    | Монпеље, Француска      | Тврда (д) | Александар Бублик   | 4:6, 3:6                     |
| Финалиста | 11. | 8. мај 2022.        | Мадрид, Шпанија         | Шљака     | Карлос Алкараз      | 3:6, 1:6                     |
| Победник  | 20. | 30. јул 2023.       | Хамбург, Немачка        | Шљака     | Ласло Ђере          | 7:5, 6:3                     |

### Парови: 7 (2:5)
| Легенда                        |
| ------------------------------ |
| Гренд слем турнири (0:0)       |
| Завршно првенство сезоне (0:0) |
| АТП мастерс 1000 (0:0)         |
| АТП 500 (1:3)                  |
| АТП 250 (1:2)                  |

| Финала по подлози |
| ----------------- |
| Тврда (2:2)       |
| Шљака (0:1)       |
| Трава (0:2)       |

| Финала по локацији |
| ------------------ |
| Отворено (1:3)     |
| Дворана (1:2)      |

| Исход     | Бр. | Датум             | Турнир             | Подлога   | Партнер     | Противници                   | Резултат              |
| --------- | --- | ----------------- | ------------------ | --------- | ----------- | ---------------------------- | --------------------- |
| Финалиста | 1.  | 4. мај 2015.      | Минхен, Немачка    | Шљака     | Миша Зверев | Александар Пеја Бруно Соарес | 6:4, 1:6, [5:10]      |
| Финалиста | 2.  | 7. фебруар 2016.  | Монпеље, Француска | Тврда (д) | Миша Зверев | Мате Павић Мајкл Винус       | 5:7, 6:7(4:7)         |
| Победник  | 1.  | 12. фебруар 2017. | Монпеље, Француска | Тврда (д) | Миша Зверев | Фабрис Мартин Данијел Нестор | 6:4, 6:7(3:7), [10:7] |
| Финалиста | 3.  | 25. јун 2017.     | Хале, Немачка      | Трава     | Миша Зверев | Лукаш Кубот Марсело Мело     | 7:5, 3:6, [8:10]      |
| Финалиста | 4.  | 24. јун 2018.     | Хале, Немачка (2)  | Трава     | Миша Зверев | Лукаш Кубот Марсело Мело     | 6:7(1:7), 4:6         |
| Финалиста | 5.  | 28. октобар 2018. | Базел, Швајцарска  | Тврда (д) | Миша Зверев | Доминик Инглот Франко Шкугор | 2:6, 5:7              |
| Победник  | 2.  | 3. март 2019.     | Акапулко, Мексико  | Тврда     | Миша Зверев | Остин Крајичек Артјом Ситак  | 2:6, 7:6(7:4), [10:5] |

## Остала финала

### Тимска такмичења: 6 (4:2)
| Исход     | Бр. | Датум                  | Турнир                         | Подлога   | Партнери                                                                            | Противници                                                                                       | Резултат | Извор  |
| --------- | --- | ---------------------- | ------------------------------ | --------- | ----------------------------------------------------------------------------------- | ------------------------------------------------------------------------------------------------ | -------- | ------ |
| Победник  | 1.  | 22–24. септембар 2017. | Лејвер куп, Праг, Чешка        | Тврда (д) | Тим Европе: Рафаел Надал Роџер Федерер Марин Чилић Доминик Тим Томаш Бердих         | Тим Света: Сем Квери Џон Изнер Ник Кириос Џек Сок Денис Шаповалов Франсис Тијафо                 | 15:9     | [ 21 ] |
| Финалиста | 1.  | 6. јануар 2018.        | Хопман куп, Перт, Аустралија   | Тврда (д) | Анџелик Кербер                                                                      | Белинда Бенчич Роџер Федерер                                                                     | 1:2      | [ 22 ] |
| Победник  | 2.  | 21–23. септембар 2018. | Лејвер куп, Чикаго, САД        | Тврда (д) | Тим Европе: Роџер Федерер Новак Ђоковић Григор Димитров Давид Гофен Кајл Едмунд     | Тим Света: Кевин Андерсон Џон Изнер Дијего Шварцман Џек Сок Ник Кириос Франсис Тијафо            | 13:8     | [ 23 ] |
| Финалиста | 2.  | 5. јануар 2019.        | Хопман куп, Перт, Аустралија   | Тврда (д) | Анџелик Кербер                                                                      | Белинда Бенчич Роџер Федерер                                                                     | 1:2      | [ 24 ] |
| Победник  | 3.  | 20–22. септембар 2019. | Лејвер куп, Женева, Швајцарска | Тврда (д) | Тим Европе: Рафаел Надал Роџер Федерер Доминик Тим Стефанос Циципас Фабио Фоњини    | Тим Света: Џон Изнер Милош Раонић Ник Кириос Тејлор Фриц Денис Шаповалов Џек Сок                 | 13:11    | [ 25 ] |
| Победник  | 4.  | 24–26. септембар 2021. | Лејвер куп, Бостон, САД        | Тврда (д) | Тим Европе: Данил Медведев Стефанос Циципас Андреј Рубљов Матео Беретини Каспер Руд | Тим Света: Феликс Оже-Алијасим Денис Шаповалов Дијего Шварцман Рајли Опелка Џон Изнер Ник Кириос | 14:1     | [ 26 ] |